# Skriftligt förfarande
Det skriftliga förfarandet är i juridiska sammanhang motsatsen till muntligt förfarande och innebär att skriftlighet är huvudregel vid ett förfarande. Exempelvis gäller för svensk förvaltningsrätt att ärenden skall handläggas skriftligt. Även mål i förvaltningsdomstol skall handläggas skriftligt, och muntlig förhandling kan endast ske efter begäran av part.
I finsk rätt används skriftligt förfarande beträffande brottmål, då brottet ej kan ge mer än två års fängelsestraff, och den åtalade erkänner brottet. Det skriftliga förfarandet innebär att ingen huvudförhandling hålles i målet, utan dom avkunnas av tingsrätten på basis av skriftligt material. Skriftligt förfarande blir ej aktuellt om gärningsmannen ej fyllt 18 år. Efter skriftligt förfarande kan ett bötesstraff, samhällstjänst eller ett max nio månader långt fängelsestraff ådömas.